# Collège royal de Curepipe
Le Collège royal de Curepipe est un établissement d'enseignement secondaire de garçons de la ville de Curepipe, à Maurice, inscrit à la liste des monuments protégés.

## Historique
Pendant la période française, il s'appelait Collège national et était situé à Port-Louis. Lorsque l'île Maurice fut prise par les Anglais, son nom fut changé en Royal College Of Mauritius et une annexe fut ouverte à Curepipe en 1871, après l'épidémie de malaria de 1867 qui fit fuir la bourgeoisie de Port-Louis à Curepipe. Elle s'installa dans le quartier de Mare-aux-Joncs en 1888 dans de nouveaux bâtiments. Une épidémie de peste chassa la plupart des habitants de la capitale en 1899, et l'annexe devint l'antenne principale.
En 1912, l'ingénieur mauricien Paul Le Juge de Segrais, directeur des travaux publics, dessina les plans du bâtiment actuel en pierres de basalte bleu en s'inspirant du palais de Buckingham. L'édifice fut inauguré en 1914 et fut agrandi à plusieurs reprises par la suite pour pouvoir accueillir un nombre grandissant d'étudiants. Il conserva toutefois sa silhouette d'origine. En 1921, on érigea devant la façade l'imposant monument à la mémoire du soldat inconnu de la guerre 1914-1918 avec un poilu français et un tommy anglais.
Depuis la fondation du collège, l'élite du pays y a été formée. Dans le hall, les noms des lauréats sont inscrits sur des tableaux.

## Quelques anciens élèves
- France Antelme, résistant
- Loys Masson, écrivain